# Bisdom Itanagar
Het bisdom Itanagar (Latijn: Dioecesis Itanagarensis) is een rooms-katholiek bisdom met als zetel Itanagar, in India. Het bisdom is suffragaan aan het aartsbisdom Guwahati. 

## Geschiedenis
Het bisdom werd opgericht op 7 december 2005, uit delen van het bisdom Tezpur.

## Parochies
Het bisdom had in 2021 een oppervlakte van 52.283 km2 en telde 772.964 inwoners waarvan 10,8% rooms-katholiek was.

## Bisschoppen
- John Thomas Kattrukudiyil (7 december 2005 - 29 juni 2023)
- Benny Varghese Edathattel (29 juni 2023 - heden)

Guwahati (aartsbisdom) · Bongaigaon · Dibrugarh · Diphu · Itanagar · Miao · Tezpur